# Petrovice I
Pour les articles homonymes, voir Petrovice.
Petrovice I (en allemand : Petrowitz I) est une commune du district de Kutná Hora, dans la région de Bohême-Centrale, en République tchèque. Sa population s'élevait à 291 habitants en 2020.

## Géographie
Dobrovítov se trouve à 13 km à l'ouest de Golčův Jeníkov, à 16 km au sud de Kutná Hora et à 69 km à l'est-sud-est de Prague.
La commune est limitée par Paběnice et Hraběšín au nord, par Zbýšov et Dobrovítov à l'est, par Třebětín au sud et à l'ouest, et par Červené Janovice à l'ouest.

## Histoire
La première mention écrite de la localité date de 1352. La commune porte le nom de Petrovice I depuis 1921 pour la distinguer d'une autre commune du même district qui reçut le nom de Petrovice II.

## Administration
La commune se compose de cinq quartiers :
- Petrovice I
- Hološiny
- Michalovice
- Senetín
- Újezdec